# M114 155 mm haubits
M114 155 mm haubits var en trukket haubits som blev benyttet af USA. 
Den blev først fremstillet i 1942 som en middelsvær artillerikanon under betegnelsen 155 mm Howitzer M1. Den blev indsat i kamp i den amerikanske hær under 2. Verdenskrig, Koreakrigen og Vietnamkrigen inden den blev udskiftet med M198 haubits. Kanonen blev anvendt af hærene i mange lande, herunder Afghanistan, Argentina, Brasilien, Cambodja, Canada, Chile, Danmark, Ecuador, Filippinerne, Grækenland, Iran, Irak, Israel, Italien, Jordan, Jugoslavien, Libanon, Libyen, Norge, Pakistan, Portugal, Saudi-Arabien, Singapore, Sydkorea, Taiwan, Thailand, Tyrkiet, Venezuela, Vietnam og Østrig. 116 overskudshaubitser blev sendt til Bosnien i 1997. I nogle lande er M114 stadig i tjeneste.
I 1986-87 blev habitsen i den danske hær ombygget og fik to meter længere rør med mundingsbremse og et noget kraftigere bundstykke.
Fra de før maks 14,9 km, blev rækkevidden med det nye rør forøget til 30 km.
Habitsen fik efter moderniseringen modelnr: M114/39

## Udvikling
En ny kanonlavet var under udvikling i en stor del af 1930'erne til 1. Verdenskrigs M-1918 155 mm haubits, som var en fransk Canon de 155 C modèle 1917 Schneider som var bygget på licens i USA, indtil man i 1939 erkendte, at det ikke gav megen mening at sætte en forældet haubits på en ny lavet. Udviklingen begyndte derfor forfra på en lavet, som skulle bruges til enten en 155 mm haubits eller en 120 mm (4,7") kanon. Konstruktionen var færdig den 15. maj 1941 da Howitzer M1 på lavetten M1 blev gjort til standard.
Haubitsen selv afveg fra den ældre model ved at have et længere løb og en ny lukkemekanisme. Det var den eneste 'slow-cone' skruemekanisme, som blev taget i brug efter 1920. Det betød, at det var nødvendigt at foretage to adskilte bevægelser for at åbne bundstykket, i modsætning til den ene bevægelse i en 'steep cone' lukkemekanisme, som samtidig roterede og åbnede bundstykket.  
M1A1 blev omdøbt til M114A1 i 1962.

## Varianter af kanonlavetten
Kanonlavetten blev også anvendt af 120 mm M1 kanonen. Den gennemgik en række mindre forandringer i tidens løb. De oprindelige Warner elektriske bremser blev erstattet med Westinghouse trykluftbremser på M1A1. Både M1 og M1A1 lavetter havde en affyringspedal, som blev forlænget med en skraldemekanisme. På M1A2 var skralden udskiftet med et donkraftsystem og transportlåsen var også modificieret. M1A1E1 lavetten var tænkt til anvendelse i jungle og mudret terræn og hjulene på M1A1 var udskiftet med ubundet bælteaffjedring, men projektet blev stoppet efter den japanske kapitulation uden at være nået til produktionsstadiet. T-9 og T-10 lavetterne var projekter som benyttede stål af lav kvalitet, som blev opgivet da der ikke længere var brug for dem. T-16 var en letvægtslavet, som anvendte stål af høj kvalitet, som kunne reducere vægten med 540 kg. Arbejdet begyndte i juli 1945 og fortsatte efter krigen, om end det ikke lader til at der kom noget ud af det. En variant fra midten af 1960'erne var 155mm M123A1 med motor, førersæde, rat og styrehjul, altsammen placeret på den venstre lavetsvans, hvilket gjorde det muligt hurtigere at opstille den, når den var spændt fra sin traktor. Den ekstra vægt på venstre lavetsvans betød, at haubitsen flyttede sig når den blev afskudt og sigtet måtte justeres, og projektet blev opgivet. Metoden var kopieret fra den sovjetiske 85 mm SD-44 panserværnskanon med hjælpemotor, som blev udviklet i 1954 og anvendt af de luftbårne styrker. 

## Selvkørende kanoner
Haubitsen blev forsøgsvis monteret på en forlænget M5 let kampvogn. Det herved fremkomne køretøj fik betegnelsen 155 mm Howitzer Motor Carriage T64. En enkelt prototype blev bygget inden T64 projektet blev opgivet til fordel for T64E1, som var baseret på det lette M24 Chaffee kampvognschassis. Den blev til sidst til 155mm Howitzer Motor Carriage M41 og blev indsat under  Koreakrigen.

## Ammunition
Kanonen havde adskilt projektil og ladning. Der var syv forskellige ladninger fra 1 (mindst) til 7 (størst). Mundingshastighed, rækkevidde og gennemtrængningskraft i tabellerne nedenfor er angivet for de største ladninger til M4A1 granater.
| Granater   |                         |                   |                                       |                        |               |
| Type       | Model                   | Projektilvægt, kg | Ladning                               | Mundingshastighed, m/s | Rækkevidde, m |
| HE         | HE M102 Shell           | 43,13             | TNT, 7,06 kg                          |                        |               |
| HE         | HE M107 Shell           | 43                | TNT, 6,86 kg                          | 564                    | 14.955        |
| Røg        | FS M105 Shell           | 45,14             | svovltrioxid i klorsvovlsyre, 7,67 kg |                        |               |
| Røg        | WP M105 Shell           | 44,55             | hvid fosfor, 7,08 kg                  |                        |               |
| Røg        | FS M110 Shell           | 45,45             | svovltrioxid i klorsvovlsyre, 7,67 kg |                        |               |
| Røg        | WP M110 Shell           | 44,63             | Hvid fosfor, 7,08 kg                  |                        |               |
| Farvet røg | BE M116 Shell           | 39.21             | Røgblanding 7,8 kg                    |                        |               |
| Røg        | HC BE M116 Shell        | 43,14             | Zink klorid, 11,7 kg                  | 564                    | 14.955        |
| Gas        | CNS M110 Shell          | 44,05             | phenylacetylklorid, 6,26 kg           |                        |               |
| Gas        | H M110 Shell            | 43,09             | sennepsgas, 5,02 kg                   | 564                    | 14.972        |
| Lys        | Illuminating M118 Shell | 46,77             | lys, 4,02 kg                          |                        |               |
| Øvelse     | Dummy Mk I Projectile   |                   | -                                     | -                      | -             |
| Øvelse     | Dummy M7 Projectile     | 43,09             | -                                     | -                      | -             |

| Afskydningsladninger |                |                                                                 |
| Model                | Vægt i alt, kg | Komponenter                                                     |
| M3                   | 2,69           | Grundladning og fire yderligere ladninger (for ladning 1 til 5) |
| M4                   | 6,29           | Grundladning og to yderligere ladninger (for ladning 5 til 7)   |
| M4A1                 | 6,31           | Grundladning og fire yderligere ladninger (for ladning 3 til 7) |
| Mk I Dummy           | 3,63           | Grundladning og seks yderligere ladninger                       |
| M2 Dummy             | 3,34           | Grundladning og seks yderligere ladninger                       |

| Beton gennemtrængning, mm                                                                                          |     |     |      |      |
| Ammunition \ afstand, m                                                                                            | 0   | 914 | 2743 | 4572 |
| HE M107 Shell (anslagsvinkel 0°)                                                                                   | 884 | 792 | 610  | 488  |
| Forskellige målemetoder blev anvendt i de forskellige lande/perioder. Derfor er direkte sammenligning ofte umulig. |     |     |      |      |

## Brugernationer
- Afghanistan
- Argentina
- Brasilien
- Cambodja
- Canada
- Chile
- Danmark
- Ecuador
- Filippinerne
- Frankrig
- Grækenland
- Iran
- Irak
- Israel
- Italien
- Jordan
- Jugoslavien
- Libanon
- Libyen
- Norge
- Pakistan
- Portugal
- Saudiarabien
- Serbien
- Singapore
- Sydkorea
- Sydvietnam
- Taiwan
- Thailand
- Tyrkiet
- Uruguay
- USA
- Venezuela
- Vietnam
- Østrig